# Devils & Dust
Devils & Dust (pol. diabły i kurz) – trzynasty studyjny album amerykańskiego wokalisty rockowego Bruce’a Springsteena. Został wydany 25 kwietnia 2005 roku w Europie, a dzień później w USA. Zadebiutował tam od razu na pierwszym miejscu.

## Lista utworów
Wszystkie utwory napisał Bruce Springsteen.
1. „Devils & Dust” – 4:58
2. „All the Way Home” – 3:38
3. „Reno” – 4:08
4. „Long Time Comin'” – 4:17
5. „Black Cowboys” – 4:08
6. „Maria's Bed” – 5:35
7. „Silver Palomino” – 3:22
8. „Jesus Was an Only Son” – 2:55
9. „Leah” – 3:32
10. „The Hitter” – 5:53
11. „All I'm Thinkin' About” – 4:22
12. „Matamoros Banks” – 4:20

## Twórcy
- Bruce Springsteen – wokal, gitara, keyboard, gitara basowa, harmonijka, perkusja, tamburino
- Marty Rifkin – gitara
- Brendan O’Brien – lira korbowa, sitar, gitara basowa
- Soozie Tyrell – skrzypce, wokal wspomagający
- Nashville String Machine – chordofony
- Brice Andrus, Susan Welty, Thomas Witte, Donald Strand – róg
- Chuck Plotkin – pianino
- Danny Federici – keyboard
- Steve Jordan – perkusja
- Patti Scialfa, Lisa Lowell – wokal wspomagający
- Mark Pender – trąbka
- Danny Clinch – zdjęcie umieszczone na okładce

## Single
- Devils & Dust
- All The Way Home